# Saat-Mohn
Der Saat-Mohn (Papaver dubium) ist eine Pflanzenart aus der Mohn (Papaver) innerhalb der Familie der Mohngewächse (Papaveraceae). Anders als sein deutschsprachiger Trivialname Saat-Mohn vermuten lässt, kommt dieser Therophyt vor allem an Ruderalstellen, seltener auf Äckern vor.

## Beschreibung

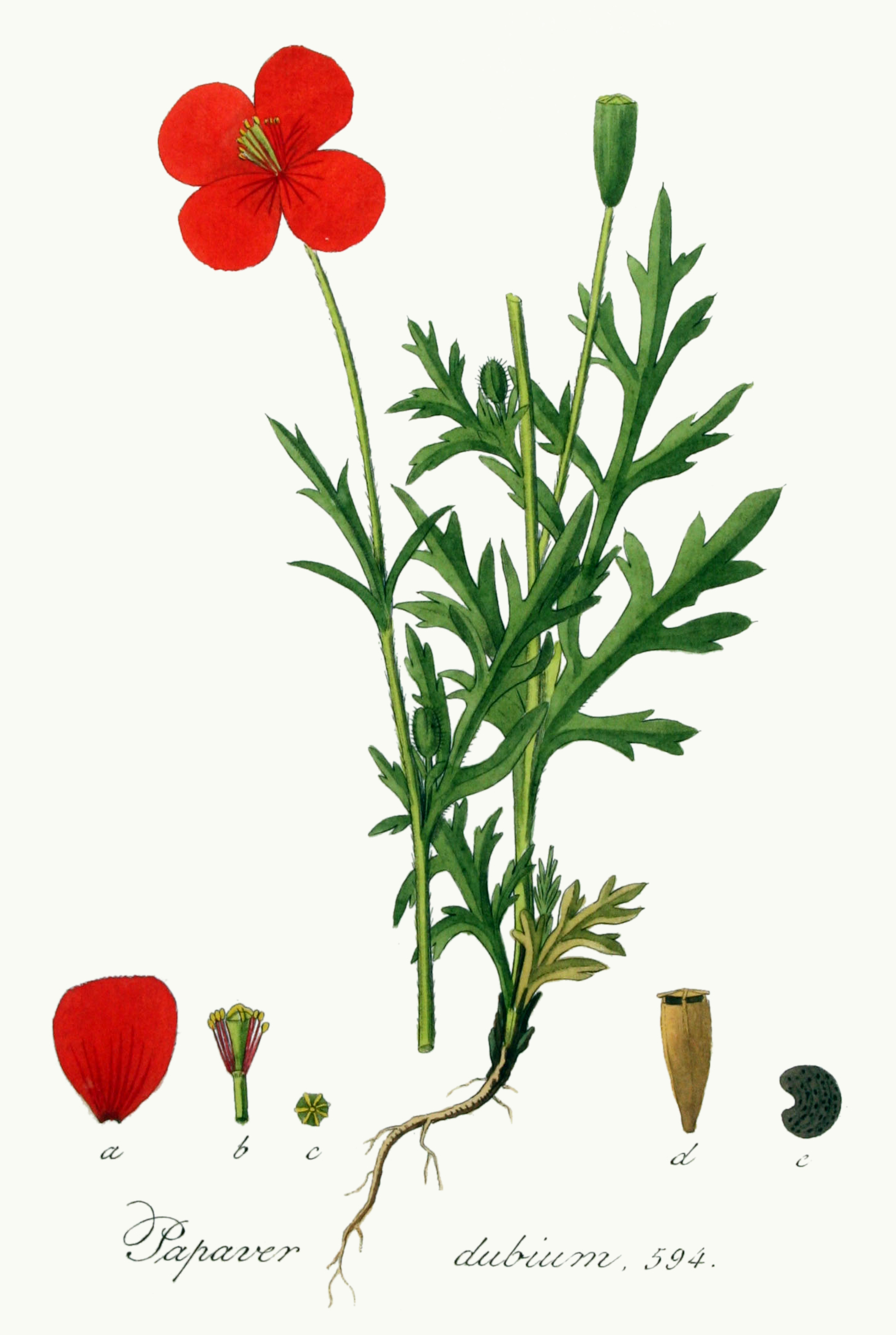
Illustration aus Flora Batava, Volume 8

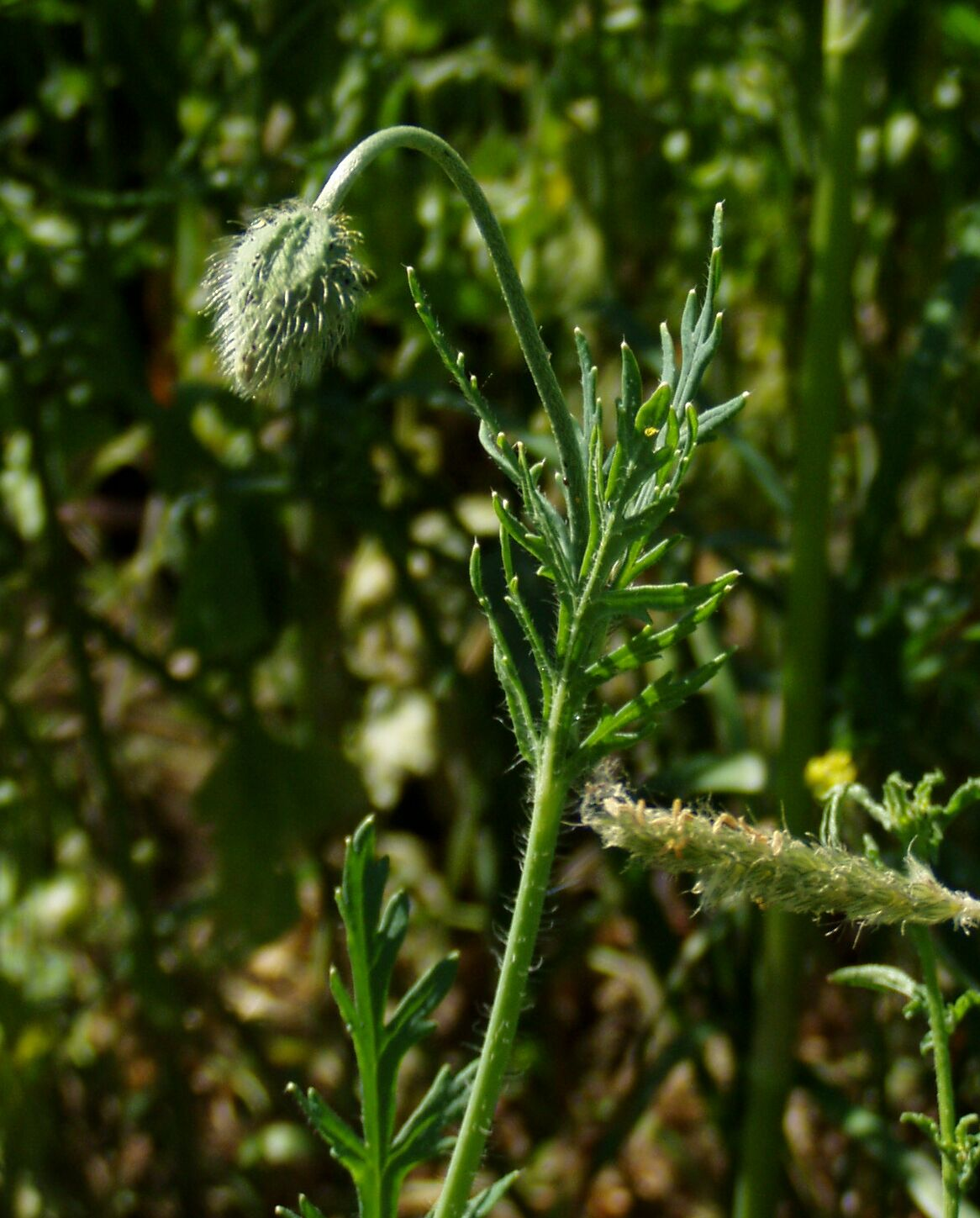
Blütenknospe

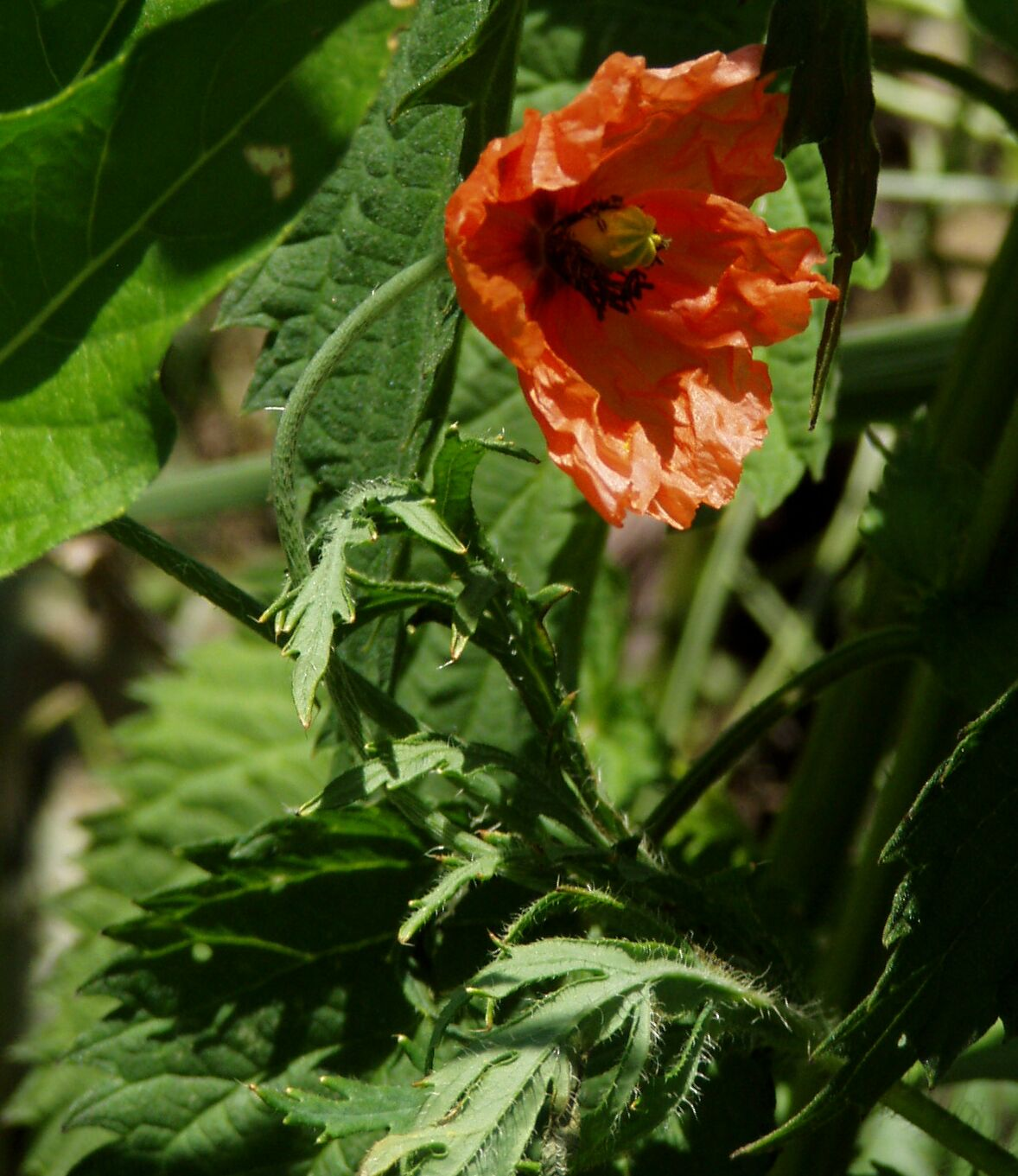
Sich entfaltende Blüte

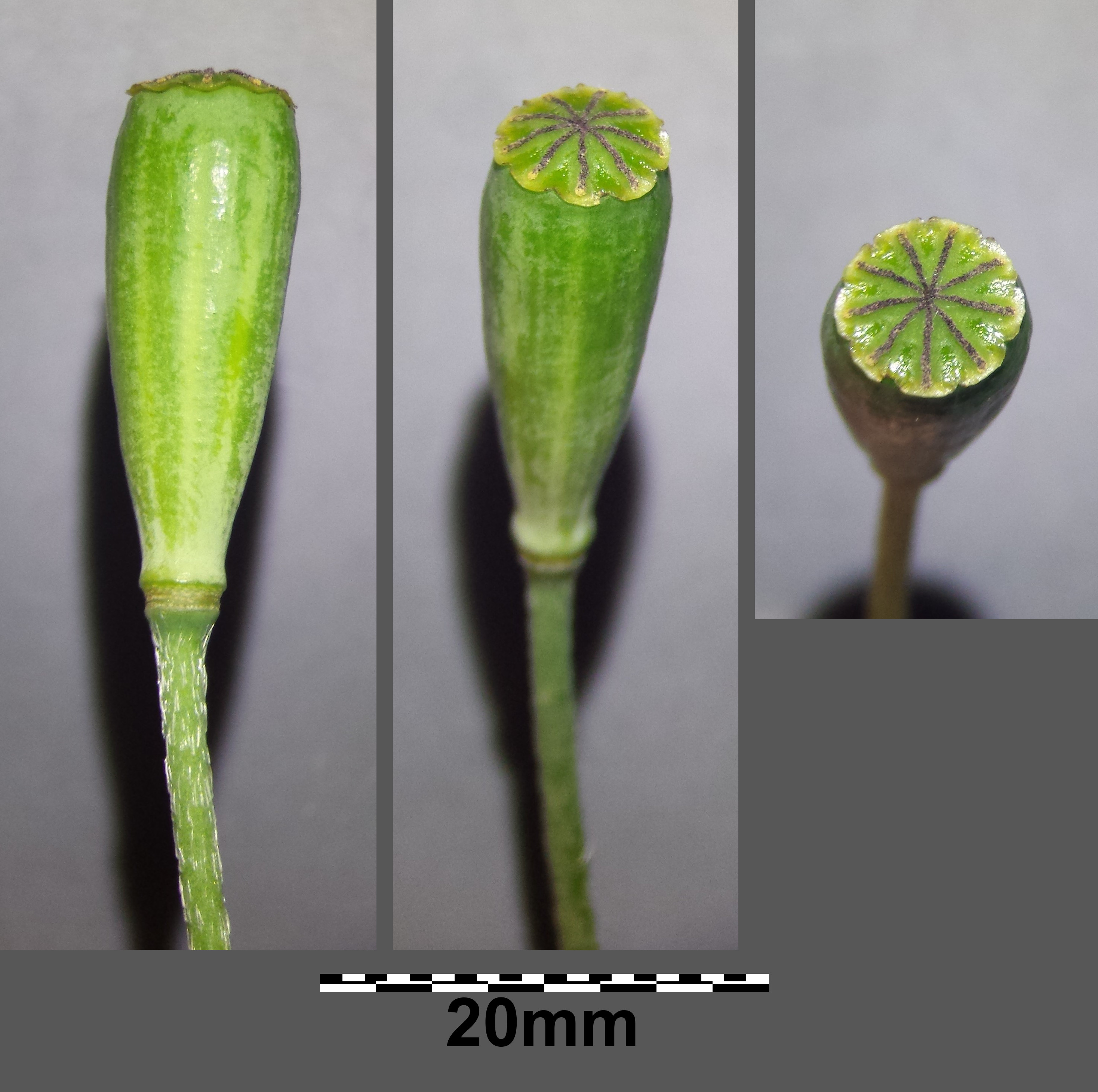
Unreife Kapselfrucht

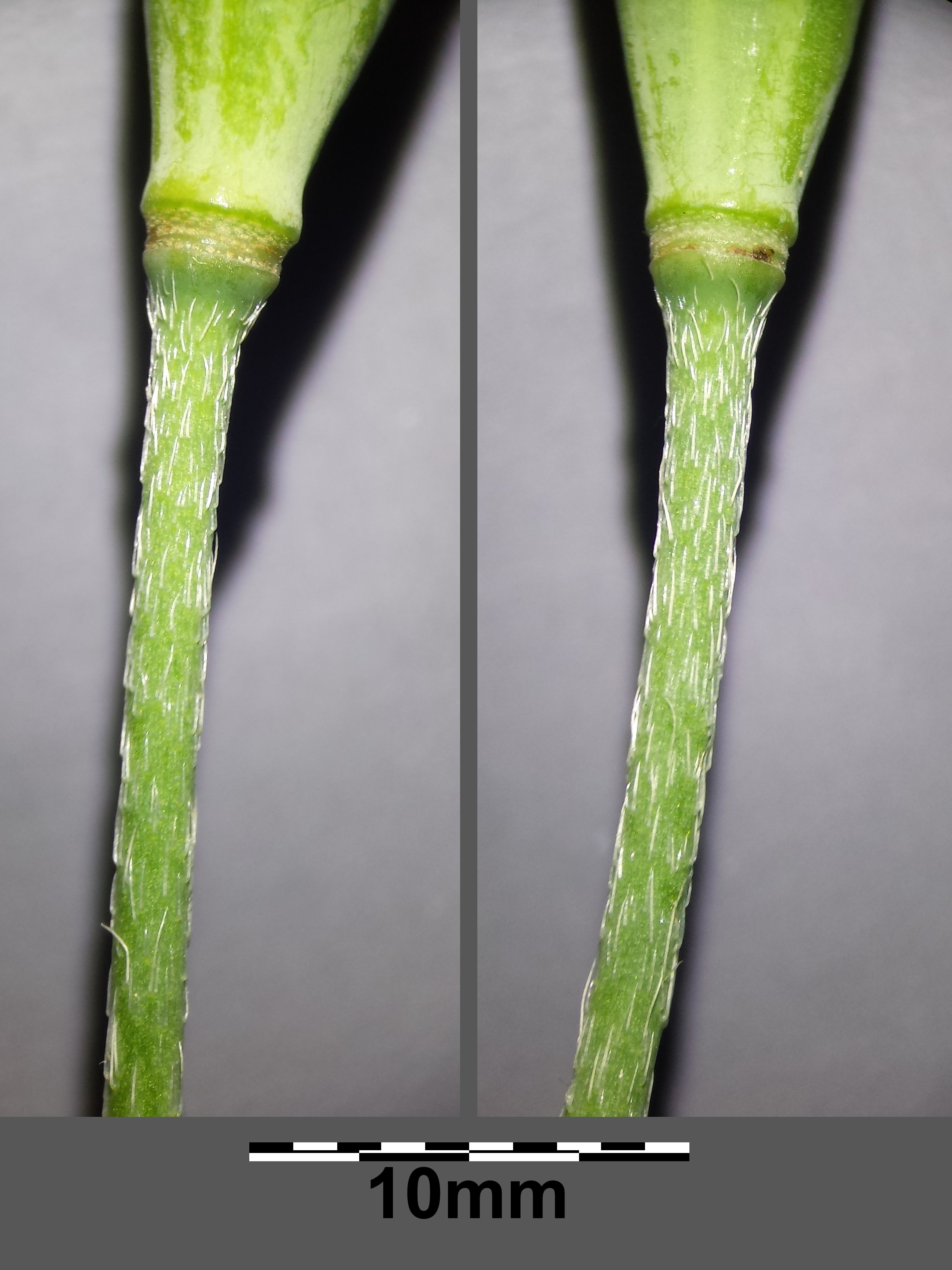
Anliegend behaarter Stängel unterhalb der Kapselfrucht

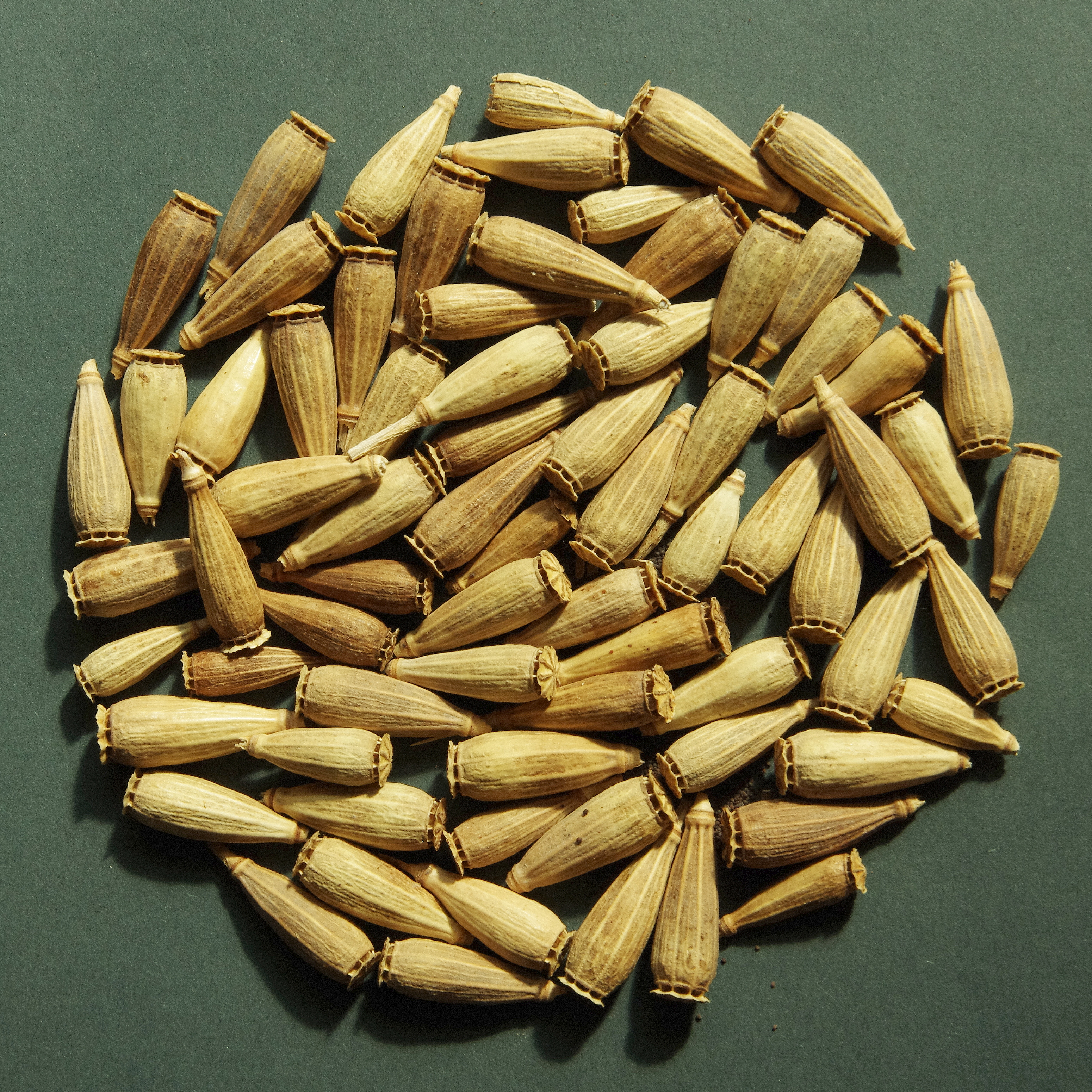
Reife Kapselfrüchte

### Vegetative Merkmale
Der Saat-Mohn ist eine einjährige krautige Pflanze, die meist Wuchshöhen von 30 bis 60, selten bis zu 100 Zentimetern erreicht. Der meist verzweigte Stängel ist beblättert. Stängel und Blätter sind abstehend behaart.
Die Laubblätter sind stark zerteilt, behaart, sitzend und nicht stängelumfassend. Die Grundblätter sind ein- bis zweifach fiederlappig bis fiederschnittig, die Stängelblätter zweifach fiederschnittig.

### Generative Merkmale
Die Blütezeit erstreckt sich von Mai bis Juni und beginnt in der Regel rund vier Wochen vor jener des Klatsch-Mohns. Der Blütenstiel ist unterhalb der Blüte stets anliegend behaart.
Die zwittrige Blüte ist radiärsymmetrisch. Die zwei Kelchblätter fallen wie bei allen Arten der Familie Papaveraceae üblich, nach Öffnung der Blüte ab. Die vier Kronblätter sind orange-rot, rosafarben (selten purpurfarben) oder weiß und können innen am Grund einen schwarzen Fleck besitzen. Die Kronblätter sind mit einer Länge von 1 bis 3,5 Zentimetern etwa so lang wie breit und überlappen einander daher seitlich nicht oder kaum. Die Staubfäden sind zum oberen Ende hin nicht verbreitert.
Die Frucht ist wie bei allen Mohn-Arten eine sich an der Spitze mit Löchern öffnende Porenkapsel. Die Kapselfrucht ist kahl, bei einer Länge von 13 bis 27 Millimetern, zwei- bis viermal so lang wie dick und keulenförmig-walzlich, dabei allmählich in den Stiel verschmälert. Sie besitzt erhabene Längslinien. An der Kapselfrucht sind auch vier bis neun Narbenstrahlen zu sehen, die sich meist nicht decken. Die Samen besitzen keine Anhängsel.
Die Chromosomenzahl beträgt 2n = 28 oder 42.

## Ökologie
Beim Saat-Mohn handelt es sich um einen Therophyten.
Die Ausbreitung der Samen erfolgt durch Tiere, den Menschen oder den Wind (Epizoochorie, Hemerochorie, oder Anemochorie).

## Vorkommen
Das Verbreitungsgebiet von Papaver dubium reicht von den subtropischen, montanen Regionen Afrikas (Atlas-Gebirge) bis in die meridional-temperaten, ozeanisch getönten Bereiche Europas. In Mitteleuropa ist die Papaver dubium als Archaeophyt alteingebürgert. Beispielsweise in Nordamerika ist Papaver dubium ein Neophyt. Er steigt in Mitteleuropa bis 1900 Meter Meereshöhe auf.
Der Saat-Mohn wächst in Mitteleuropa an Wegrändern, Aufschüttungen und Schutt, in halbruderalen Trockenrasen, hauptsächlich auf trockenen, nährstoffreichen, meist kalkarmen Rohböden der collinen bis submontanen Höhenstufe. Er ist etwas wärmeliebend. Er kommt hauptsächlich in den pflanzensoziologischen Verbänden Aperion spicae-venti, Caucalidion platycarpi und Sisymbrion vor. Weiters ist er eine schwache Charakterart der Pflanzengesellschaft des Papaveretum argemone (Sandmohn-Ackerwildkraut-Gesellschaft).

## Systematik
Die Erstveröffentlichung von Papaver dubium erfolgte 1753 durch Carl von Linné in Species Plantarum, Tomus II, S. 1196. Das Artepitheton dubium bedeutet zweifelhaft. Synonyme für Papaver dubium L. sind: Papaver albiflorum (Boiss.) Pacz., Papaver cassandrinum Fedde, Papaver collinum Bisch., Papaver erosulum Jord., Papaver lamottei Boreau,  Papaver malviflorum Doum., Papaver schweinfurthii Fedde, Papaver subadpressiusculesetosum Fedde, Papaver tenue Ball.
Je nach Autor werden unterschiedlich viele Subtaxa angegeben. Beispielsweise folgende Unterarten:
- Papaver dubium L. subsp. dubium (Syn.: Papaver dubium s. str.), der Gewöhnliche Saat-Mohn: Es ist die in Mitteleuropa am weitesten verbreitete Sippe. Die Staubblätter sind bläulich. Die freien Lappen der Narbenscheibe berühren sich nicht. Die Fruchtkapsel ist keilförmig. Die Blütenknospen sind im Längsschnitt fast rhombisch bis deltoidisch, oben etwas spitz, und unterhalb bis in der Mitte am breitesten. Die Zipfel der obersten Stängelblätter sind länglich bis elliptisch und 2 bis 4 Millimeter breit. Der Milchsaft wird von verschiedenen Autoren unterschiedlich beschrieben. Die Zipfel der Grundblätter sind 3 bis 6 Millimeter breit. Der Blütenstiel weist im untersten Fünftel eine abstehende oder anliegende Behaarung auf. Die Blüte ist orangerot, ohne dunklen Fleck. Die Chromosomenzahl beträgt 2n = 42. Die ökologischen Zeigerwerte nach Landolt et al. 2010 sind in der Schweiz: Feuchtezahl F = 2 (mäßig trocken), Lichtzahl L = 4 (hell), Reaktionszahl R = 3 (schwach sauer bis neutral), Temperaturzahl T = 4+ (warm-kollin), Nährstoffzahl N = 3 (mäßig nährstoffarm bis mäßig nährstoffreich), Kontinentalitätszahl K = 4 (subkontinental).[7]

- Papaver dubium subsp. confine (Jord.) Hörandl, der Verkannte Saat-Mohn: Die Kronblätter sind frisch orangerot, getrocknet weinrot, und ohne dunklen Fleck. Die Blütenknospe ist im Längsschnitt breit-elliptisch bis eiförmig bis verkehrt-eiförmig. Die Zipfel der obersten Stängelblätter sind schmal linealisch und 1 bis 2 Millimeter breit. Die Behaarung des Blütenstiels ist im untersten Fünftel meist abstehend (selten anliegend) behaart. Der Milchsaft wird von verschiedenen Autoren unterschiedlich beschrieben. Die Zipfel der größten Grundblätter sind 3 bis 10 Millimeter breit. Die Blütenknospen sind meist in der Mitte am breitesten. Die Frucht ist in der Regel länglich-ellipsoidisch und 1,3- bis 3,6-mal so lang wie breit. In Österreich vor allem im pannonischen Gebiet in der collinen bis submontanen Höhenstufe. Die Chromosomenzahl beträgt 2n = 28.[8] Diese Unterart wird von manchen Autoren als Art Papaver confine Jord. angesehen.

- Papaver dubium subsp. lecoqii (Lamotte) Syme, der Gelbe Saat-Mohn: Die Staubbeutel sind gelblich braun. Der Milchsaft wird an der Luft sofort orange-gelb. Die Kapsel ist keulenförmig mit fünf bis acht Narbenstrahlen, die auf 0,3 bis 0,1 Millimeter an den Deckelrand der Kapsel reichen. Diese Sippe ist selten; sie kommt besonders in ruderalen Stellen, auf Schlägen oder in steinigen Äckern vor. Sie ist submeridional-subatlantisch verbreitet. Die Chromosomenzahl beträgt 2n = 28 oder 42. Diese Unterart wird von manchen Autoren als Art Papaver lecoqii Lamotte angesehen.

In der Exkursionsflora von Österreich 2005 wird noch eine Unterart unterschieden:
- Papaver dubium subsp. austromoravicum (Kubát) Hörandl, der Weiße oder Südmährische Saat-Mohn: Die Kronblätter sind frisch weiß bis rosa oder purpurn, am Grund haben sie außen oft einen rotschwarzen Fleck. Die Blütenknospe ist im Längsschnitt breit-elliptisch bis eiförmig bis verkehrt-eiförmig. Die Zipfel der obersten Stängelblätter sind schmal linealisch und 1 bis 2 Millimeter breit. Die größten Grundblätter sind meist zweifach fiederschnittig. Der Blütenstiel ist im untersten Fünftel meist anliegend behaart. Der Milchsaft ist frisch meist gelb, getrocknet gelb bis rot. Die Zipfel der größten Grundblätter sind 2 bis 6 Millimeter breit. Die Blütenknospen sind meist oberhalb bis in der Mitte am breitesten. Die Frucht ist meist keilförmig bis walzlich. Diese Unterart wächst auf subruderalen Trockenrasen, an Wald- und Gebüschsäumen der collinen Höhenstufen des Pannonischen Gebietes, in Österreich nur in Burgenland, Wien und Niederösterreich. Die Chromosomenzahl beträgt 2n = 28.[8]